# Kat Cammack
Kathryn Cammack, dite Kat Cammack, née le 16 février 1988 à Denver (Colorado), est une femme politique américaine. Membre du Parti républicain, elle est élue à la Chambre des représentants des États-Unis dans le 3e district congressionnel de Floride lors des élections de 2020. Elle est auparavant chef de cabinet adjointe du sortant Ted Yoho de 2013 à 2019.

## Biographie

### Jeunesse
Kat Cammack naît à Denver et grandit dans un élevage de bétail,,. Elle obtient un baccalauréat ès arts en relations internationales de la Metropolitan State University of Denver et une maîtrise en sciences de la défense nationale et des études stratégiques du Naval War College.

### Carrière
En tant qu'étudiante de premier cycle, elle travaille comme stagiaire dans le bureau du représentant fédéral de l'époque, Mike Coffman. En 2011, les parents de Kat Cammack sont expulsés de leur ranch et la famille reste sans abri pendant plusieurs mois,. Kat Cammack est cependant recrutée par Ted Yoho pour mener sa campagne pour la Chambre des représentants des États-Unis en Floride,,. Après l'élection de Yoho, elle devient l'adjointe de son chef de cabinet.
En 2019, Kat Cammack quitte le bureau de Yoho à Washington, D.C. et retourne à Gainesville, en Floride, où elle exploite un cabinet de conseil politique indépendant,. Elle annonce sa candidature pour le siège de Yoho en décembre 2019, ce dernier ne se représentant pas en 2020, du fait de son engagement à n'effectuer que quatre mandats. Elle remporte la primaire républicaine avec 25,2 % des voix devant neuf adversaires. Kat Cammack est donnée favorite pour remporter l'élection de novembre, le 3e district congressionnel de Floride étant d'orientation conservatrice,,. En septembre 2020, le président Donald Trump lui apporte son soutien. Après sa victoire aux primaires, elle établit un comité d'action politique,.
Aux élections de novembre, Kat Cammack bat aisément le démocrate Adam Christensen avec 57,1 % des voix. Elle entre en fonction le 3 janvier 2021. Elle est réélue en 2022 et 2024.

## Positions politiques

### Avortement
Kat Cammack est anti-avortement. Au cours de sa campagne, elle publie une publicité dans laquelle elle déclare que, alors que sa mère était enceinte d'elle, les médecins lui avaient conseillé de se faire avorter.

### Immigration
Elle soutient la construction d'un mur frontalier le long de la frontière entre les États-Unis et le Mexique.